# Martin Schneider (Fußballspieler, 1968)
Martin Schneider (* 24. November 1968 in Schweinfurt) ist ein ehemaliger deutscher Fußballspieler, der von 1987 bis 2000 379 Bundesligaspiele für den 1. FC Nürnberg, die Borussia Mönchengladbach und den MSV Duisburg bestritt.

## Karriere als Spieler

### Vereine
Schneider begann seine Karriere bei der DJK Schweinfurt. Als 15-Jähriger wurde er erstmals in eine DFB-Jugendauswahl berufen und wechselte zum FC Bayern München. Achtzehnjährig unterschrieb er seinen ersten Profivertrag beim 1. FC Nürnberg und war sofort Stammspieler in der Bundesliga. Die Mannschaft des FCN mit Andy Köpke, Stefan Reuter, Roland Grahammer und Dieter Eckstein belegte am Saisonende einen UEFA-Cup-Platz. In seiner ersten Profi-Saison bestätigte Schneider sein großes Talent und der Kicker nominierte ihn in der Rangliste des deutschen Fußballs im Bereich „Defensives Mittelfeld“  in der Kategorie „Im weiteren Kreis“. Von 1990 bis 1999 spielte er neun Jahre für Borussia Mönchengladbach. Als fleißige Arbeitsbiene agierte er meist unauffällig im defensiven Mittelfeld und war fast immer Stammspieler. Er besaß eine gute Technik und hervorragendes Spielverständnis, war zwar laufstark, aber nicht antrittsschnell und wenig torgefährlich, weshalb ihm der ganz große Durchbruch versagt blieb. Sein größter Erfolg war 1995 mit Gladbach der Gewinn des DFB-Pokals, doch saß er im Endspiel nur auf der Bank. Nach dem Abstieg der Borussia wechselte er zum Ligakonkurrenten MSV Duisburg, mit dem er 1999/2000 ebenfalls abstieg. Kurz vor Saisonende hatte er sich einen Kreuzbandriss zugezogen und konnte anschließend nach langer Pause nicht mehr an das alte Leistungsvermögen anknüpfen. Als sein Vertrag in Duisburg auslief, wechselte er zur Saison 2001/02 in seine Heimatstadt Schweinfurt zum Zweitligaaufsteiger FC 05. Für ihn bestritt er nur sieben Spiele, bevor er einen Antrag auf Sportinvalidität stellte. In der darauffolgenden Saison war er als Spielertrainer wenige Monate beim Bayernligisten TSV Gerbrunn aktiv.

### Nationalmannschaft
Schneider durchlief sämtliche Jugendnationalmannschaften des DFB. 1983/84 war er für die U-15-Nationalmannschaft sieben Mal aktiv. Für die U-16-Nationalmannschaft spielte er zehn Mal, erstmals am 10. Oktober 1984 in Eskilstuna beim 0:0 gegen Schweden. Im Sommer 1985 nahm er mit seinem Jahrgang an der U-16-Weltmeisterschaft in China teil. Ab Oktober 1985 wurde er als jüngerer Spieler neun Mal im älteren Jahrgang in der U-18-Nationalmannschaft eingesetzt und erzielte beim 3:1-Sieg über Dänemark am 13. November 1985 in Flensburg (EM-Qualifikation) einen Treffer. Mit den ein Jahr älteren Spielern (u. a. Andreas Möller, Oliver Bierhoff, Jürgen Luginger) spielte er beim Granatkin Turnier in Leningrad, sowie ein Turnier in Katar. Im Herbst 1986 spielte er noch drei Mal in der U-18 des DFB. Bei den Spielen mit seinen gleichaltrigen Mitspielern (Detlev Dammeier, Marcel Witeczek, Dirk Konerding) gelang ihm ein weiterer Treffer.  Bei der U-20-Weltmeisterschaft 1987 in Chile kam er zu sechs Einsätzen einschließlich des Finales, das erst im Elfmeterschießen gegen Jugoslawien verloren wurde. Sein Debüt in der U-21-Nationalmannschaft gab er am 26. April 1988 in Kreuzlingen beim 8:0-Sieg über die Schweiz, zu dem er einen Treffer beisteuerte.

### Privates
Martin Schneider betrieb und unterhielt den Soccer Dome in Schweinfurt.

## Karriere als Trainer
In der Saison 2002/03 war Schneider kurze Zeit Spielertrainer des Bayernliga-Aufsteigers TSV Gerbrunn. Seit 2006 betreut Martin Schneider ebenfalls als Spielertrainer die erste Mannschaft seines Heimatvereins DJK Schweinfurt, die momentan in der Kreisliga spielt. Von April bis November 2014 trainierte er den Kreisligisten FV Karlstadt.

## Erfolge
- DFB-Pokal-Sieger 1995 mit Borussia Mönchengladbach
- Zweiter der U-20-Weltmeisterschaft 1987
- Zweiter der U-16-Weltmeisterschaft 1985